# Preisingerita
La preisengerita es un mineral,  arseniato de bismuto con hidroxilos, que fue descrito como una nueva especie a partir de ejemplares encontrados en la mina San Francisco de los Andes, Calingasta, provincia de San Juan (Argentina). El nombre es un homenaje a Anton Preisinger (1925-2020), que fue profesor de la Universidad de Viena.

## Propiedades físicas y químicas
La preisingerita, arseniato de bismuto con oxígeno e hidroxilos, forma una serie con la petitjeanita, que tiene fosfato en lugar de arseniato, y con la schumacherita, con vanadato en lugar de arseniato. Además de los elementos de la fórmula, suele contener pequeñas cantidades de fosfato y de plomo. Se encuentra como agregados esferulíticos de cristales redondeados y ocasionalmente como cristales definidos, de color blanco, gris o amarillento.

## Yacimientos
La preisingerita es un mineral secundario, formado por la oxidación de menas con arsénico y bismuto. Es un mineral relativamente raro, conocido en unas sesenta localidades en el mundo. En Argentina se ha encontrado, además de en la localidad tipo, donde está asociada a rooseveltita, mixita, beudantita y bismutita, en Cerro Negro de la Aguadita, también en Calingasta. En la mina Clara, Oberwolfach, Friburgo,  Baden-Württemberg (Alemania) aparecen microcristales bien definidos, asociados a beyerita y atelestita. En España se he encontrado en las mina Alcantarilla y Cogolla Alta, Belalcázar (Córdoba), en la mina María Juana, Azuel (Córdoba), en la mina San Nicolás, Valle de la Serena, (Badajoz),  y en la mina La Sultana, Ramirás (Orense).